# L'interruttore generale (canzone d'autore)
L'interruttore generale (canzone d'autore) è un singolo del rapper italiano Moreno, pubblicato il 18 luglio 2014 come terzo estratto dal secondo album in studio Incredibile.

## Descrizione
Decima traccia di Incredibile, L'interruttore generale (canzone d'autore) ha visto la partecipazione vocale dell'ex-cantante degli Aram Quartet Antonio Maggio.

## Video musicale
Per il brano è stato realizzato un videoclip girato a Genova, diretto da Mauro Russo e pubblicato il 7 agosto 2014 sul canale YouTube del rapper.